# Via romana Sant Pere Desvim
La Via romana Sant Pere Desvim, situada a Sant Pere del Vim (terme municipal de Veciana), és un dels pocs fragments de via romana de la comarca de l'Anoia que es conserven.
Situat a la carretera entre Jorba i Calaf, és un petit tram empedrat de via la romana del segle ii aC - V que portava al Municipium Sigarrensis des de la zona de l'Espel, on es localitza una vila romana situada a prop de la via romana que duia a Keresus (actual Santa Coloma de Queralt). Aquest tram es una ramificació que duia a Ascerris (Calaf) i s'han trobat indicis que transcorria just per davant de l'església de Sant Pere del Vim fins a la carretera d'Igualada a Tremp.
El tram que es conserva, de 60 metres de llargada, està format per lloses delimitades als laterals amb pedres verticals, per on transcorria l'aigua, i aprofita sortints de roca natural. La calçada central fa 4,25 metres d'amplada i el canal de desguàs uns 25 cm d'amplada, i s'hi han identificat empremtes de les roderes de carro.
L'església de Sant Pere Desvim té una planta poc freqüent i possiblement està edificada sobre una construcció anterior. La via transcorria fins als Prats de Rei i d'allí cap a l'actual Calaf.
El fragment de via, indentificat pels membres del Centre de Recerques arqueològiques Sigarra dels Prats de Rei, està inventariat com a jaciment arqueològic per la Generalitat de Catalunya i protegit pel Pla d'Ordenació Urbanística Municipal de Veciana (2007).
L'any 2010 s'hi van fer treballs de recuperació.